# Portapak

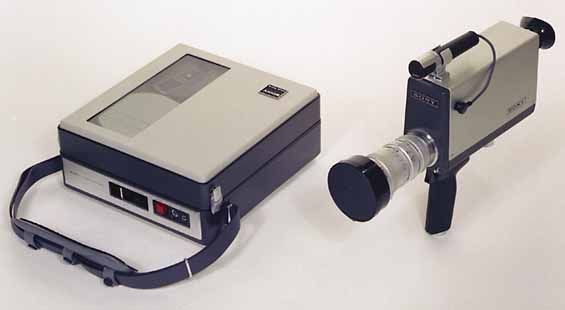
Sony AV-3400 Porta Pak Camera

Portapak ist der Produktname eines historischen Typs einer semiprofessionellen, batteriebetriebenen Videokamera des Herstellers Sony.

## Geschichte
Die Portapaks wurden einigen Quellen zufolge 1967/1968 in den USA erstmals verkauft; SONY selbst spricht von 1965. In Europa erschien nicht-industrielles Videoequipment erst um 1970 auf den Markt.

## Technik
Die erste Generation von 1967 verfügte über Kamera, Kabel und Rekorder, konnte jedoch weder zurückspulen noch wiedergeben. Hierfür war ein externer, größerer Videorekorder nötig. Portapaks ermöglichten lediglich schwarzweiß-Aufnahmen, und die Spieldauer der Aufzeichnungsbänder auf Spulen betrug lediglich eine halbe Stunde.

## Anwendung
Als mögliche Anwendungsbereiche dachten die Hersteller an die Fortbildung in der Industrie und an öffentliche Bildungseinrichtungen, an Video als Selbsterfahrungs-Spiegel und als elektronisches Überwachungsauge. Um diese neuen Kameras bildeten sich aber auch bald kleine Gruppen und Initiativen, die in ihnen Mittel zu einer alternativen audiovisuellen Kommunikation entdeckten. Die Entstehung dieser Gruppen ist im Zusammenhang mit dem Vietnamkrieg und der Studentenbewegung und dem Wunsch nach einer Kommunikation von unten zu sehen.